# العنقاء (كوكبة)

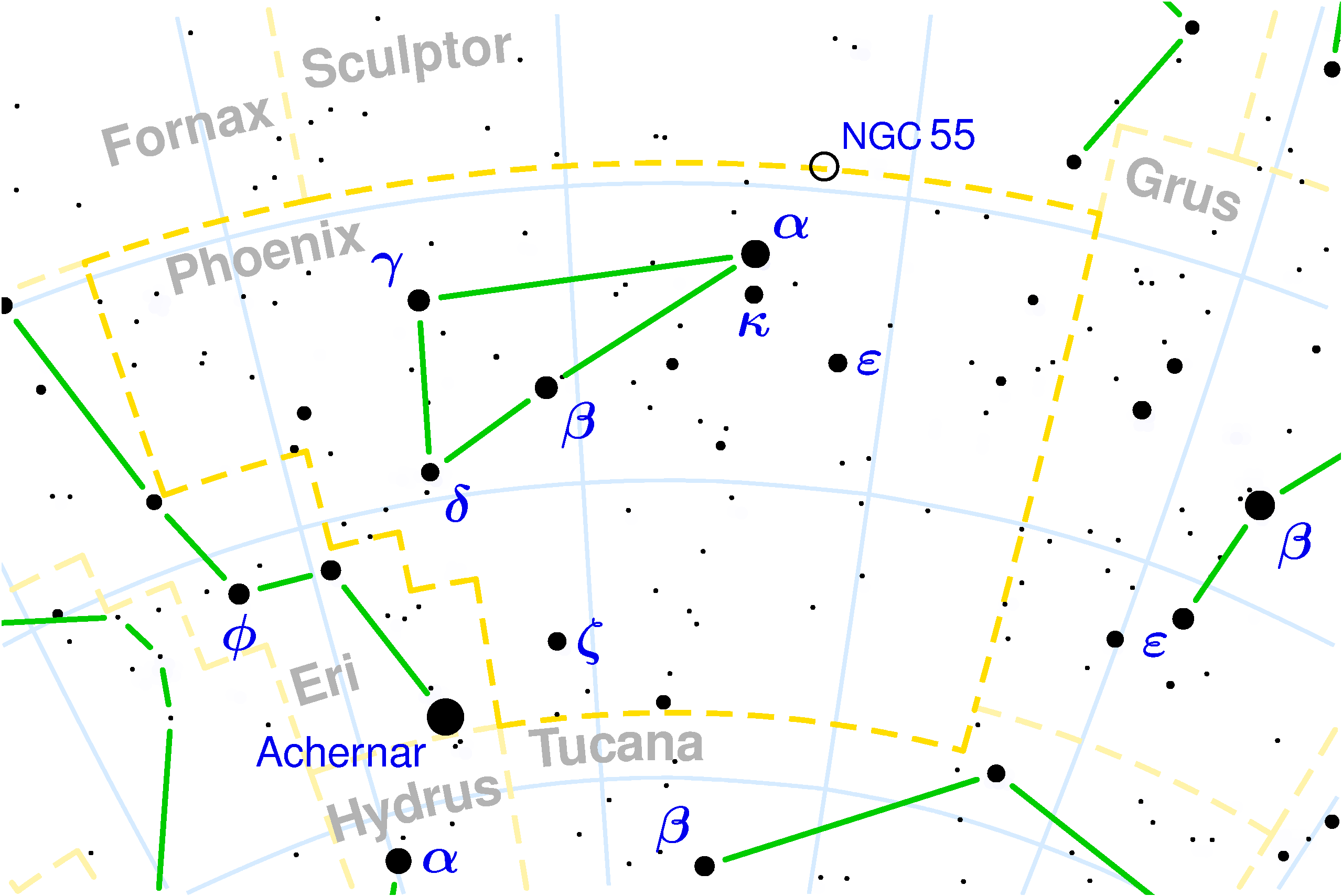
كوكبة العنقاء / Phoenix.

كوكبة العنقاء (باللاتينية: Phoenix) هي كوكبة صغيرة في سماء الجزء الجنوبي من الكرة الأرضية. تقع إلى شمال النجم القوي آخر النهر في كوكبة النهر. يسطع فيها النجم «العنقاء» أو ألفا العنقاء بضوء أقوى من الدرجة الثالثة.
لا يمكن مشاهدة العنقاء في أوروبا الشمالية، إلا انه بالإمكان مشاهدة بعض نجومها في أقصى جنوب ألمانيا، سويسرا والنمسا جنوبي نهر الدانوب.